# ニュー・パシフィック航空
ニュー・パシフィック航空(New Pacific Airlines)は、アメリカ合衆国アラスカ州アンカレッジを拠点とするLCCである。

## 歴史
- 2021年5月、レイバンアラスカ航空を傘下に持つFLOATアラスカ（英語版）によってノーザン・パシフィック航空(Northern Pacific Airways)として設立された[3]。
- 将来的に、東京/成田・大阪/関西・名古屋/中部-アンカレジッジ線の開設を計画していると報道されていた。
- 2023年7月9日にFAAの認可を受け、同年7月14日にカリフォルニア州オンタリオのオンタリオ国際空港とネバダ州ラスベガスのハリー・リード国際空港の間で定期便の運航を開始した[4][5]。
- 2022年10月、BNSF鉄道が同社を商標権侵害（英語版）で提訴したと報じられた。BNSF鉄道はノーザン・パシフィック鉄道の後身であり、「ノーザン・パシフィック」の商標を保持していた[6]
- 2023年8月28日、BNSF鉄道からの商標権侵害訴訟に伴う仮差し止めにより、「ノーザン・パシフィック」の名称の使用中止が命じられた。
- 同社は不服申し立てをせず、2023年9月、社名をニュー・パシフィック航空に変更すると発表した[7][8]。この名称は社員からの公募により決定したもので、会社のロゴやドメイン名などの既存のブランド資産に影響が出ないように選ばれた。[9][10]。
- 2024年4月5日をもって定期便を運休し、当面はチャーター便の運航に専念する[11]。

## 就航地
同社はもともと、テッド・スティーブンス・アンカレッジ国際空港を中継地として、北米とアジアを結ぶ太平洋横断便の運行を計画していた。このビジネスモデルはアイスランド航空とよく比較され、乗客は次のフライトにすぐに乗り継ぐことも、数日間のストップオーバーを利用してアラスカを観光をすることもできる。全路線アンカレッジ国際空港を基点として東京、関西、中部、ソウル、ロサンゼルス、サンフランシスコ、オーランドなどヘの就航を検討している。
しかし、ロシア領空迂回のため、飛行経路が長時間洋上飛行になり、そのための運航要件ETOPSの資格取得まで時間がかかるため、先にカリフォルニア州オンタリオとネバダ州ラスベガスの間の路線を就航させた。
| 国（州）                           | 都市         | 空港                   | 備考 | 出典   |
| ---------------------------------- | ------------ | ---------------------- | ---- | ------ |
| アメリカ合衆国（カリフォルニア州） | オンタリオ   | オンタリオ国際空港     |      |        |
| アメリカ合衆国（ネバダ州）         | ラスベガス   | ハリー・リード国際空港 |      |        |
| アメリカ合衆国（ネバダ州）         | リノ         | リノ・タホ国際空港     |      | [ 19 ] |
| アメリカ合衆国（テネシー州）       | ナッシュビル | ナッシュビル国際空港   |      | [ 19 ] |

## 機材
2022年9月現在でボーイング757-200を4機保有している。アメリカン航空が使用していたボーイング757-200をさらに取得する計画もあり、太平洋横断便の就航までに12機を保有する予定である。
| 機種              | 運用機数 | 発注機数 | 乗客数 | 乗客数 | 乗客数 | 備考 |
| 機種              | 運用機数 | 発注機数 | F      | Y      | 合計   | 備考 |
| ----------------- | -------- | -------- | ------ | ------ | ------ | ---- |
| ボーイング757-200 | 4        | 3        | 16     | 159    | 175    |      |
| 合計              | 4        | 3        |        |        |        |      |